# Max Planck
Pour les articles homonymes, voir Planck.
Compléments
Erwin Planck (fils) : exécuté par la Gestapo
Max Planck, né Max Karl Ernst Ludwig Planck le 23 avril 1858 à Kiel dans le duché de Schleswig et mort le 4 octobre 1947 à Göttingen en Allemagne (pendant l'occupation alliée), est un physicien allemand.
Max Planck est l'un des fondateurs de la mécanique quantique. De ses travaux, est conceptualisée l'ère de Planck, période de l'histoire de l'Univers au cours de laquelle les quatre interactions fondamentales sont unifiées.
Il est lauréat du prix Nobel de physique de 1918 pour ses travaux en théorie des quanta. Il a reçu la médaille Lorentz en 1927, et le prix Goethe en 1945.

## Biographie
Max Planck naît le 23 avril 1858 au no 17 de la Küterstraße (« rue des Bouchers »), à Kiel, dans le duché de Schleswig. Il est issu d’une famille nombreuse et bourgeoise. Ses arrière-grand-père et grand-père paternels sont professeurs de théologie, son père professeur de droit (il participa à la rédaction du code civil allemand), tandis que sa mère est issue d'une famille de pasteurs.

### Études et débuts

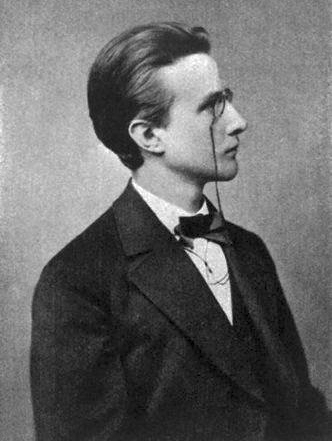
Max Planck en 1878.

Max Planck fait ses études secondaires à Munich où son père enseigne.
Il hésite alors entre se consacrer à la science ou à la musique. En 1874, il entame des études de mathématiques et de physique à l’université. Il obtient son baccalauréat à dix-sept ans et, trois ans plus tard, il conclut son cursus universitaire à Berlin ayant Hermann von Helmholtz et Gustav Kirchhoff comme professeurs.
En 1878, il soutient sa thèse de doctorat sur « Le second principe de la thermodynamique » et la notion d'entropie. Ses professeurs ne sont guère convaincus. Il passe néanmoins son habilitation en 1880 sur « Les états d'équilibre des corps isotropes aux différentes températures », aboutissant aux mêmes résultats que ceux obtenus auparavant par l'Américain Josiah Willard Gibbs, dont les travaux sont restés confidentiels[réf. nécessaire].
Jusqu'en 1885, il recherche un poste d'enseignant en physique théorique, discipline peu à la mode à l'époque. Il obtient enfin un poste de professeur adjoint à l'université de Kiel en 1885.
À la mort de Gustav Kirchhoff, et sur recommandation de Helmholtz, il est appelé à l’université Humboldt de Berlin comme professeur adjoint puis titulaire en 1892, un poste qu'il garde environ quarante ans.

### Recherches
À Berlin, Max Planck poursuit des travaux en thermodynamique, en électromagnétisme et en physique statistique.
Max Planck rejette, dans un premier temps, le modèle atomiste des gaz de Maxwell et Boltzmann. Pour lui, la théorie atomique s’effondrera à terme en faveur de l’hypothèse de la matière continue. Il se rallie devant l'évidence à l'atomisme à partir des années 1890.
À cette même époque, Lord Kelvin identifie le rayonnement du corps noir comme l'un des problèmes à résoudre. Jožef Stefan, Ludwig Boltzmann, Wilhelm Wien s'y attaquent ainsi que Otto Lummer, Ernst Pringsheim, Heinrich Rubens, Ferdinand Kurlbaum (de), Friedrich Paschen et Lord Rayleigh.
Travaillant à formuler avec exactitude le second principe de la thermodynamique, Planck s’intéresse dès 1894 au rayonnement électromagnétique du corps noir. Il adopte les méthodes statistiques de Boltzmann.
En octobre 1900, il détermine la loi de répartition spectrale du rayonnement thermique du corps noir en introduisant la constante de Planck, sans en maîtriser l'interprétation physique.
Il présente sa découverte à la société de physique de Berlin le 14 décembre 1900. C’est la naissance de la théorie des quanta, qu'il ne contribue pas beaucoup à approfondir, laissant Albert Einstein l'étayer solidement. Planck a du mal à accepter sa propre hypothèse, qui rend l'énergie « discontinue ».
Max Planck devient, par la suite, l'un des premiers soutiens d'Einstein, bien que ce dernier ait été très critique vis-à-vis des théories de Planck avant de reconnaître ses positions novatrices.
Avec Walther Nernst, Planck organise en novembre 1911 à Bruxelles le premier congrès Solvay qui réunit les sommités de la physique de cette époque. Vers la même époque, il s'oppose au positivisme logique d'Ernst Mach.
Il prend sa retraite universitaire en 1927 mais continue à enseigner par la suite. Il reçoit, cette année-là, la médaille Lorentz, prix décerné par l'Académie royale des arts et des sciences néerlandaise.

### Honneurs

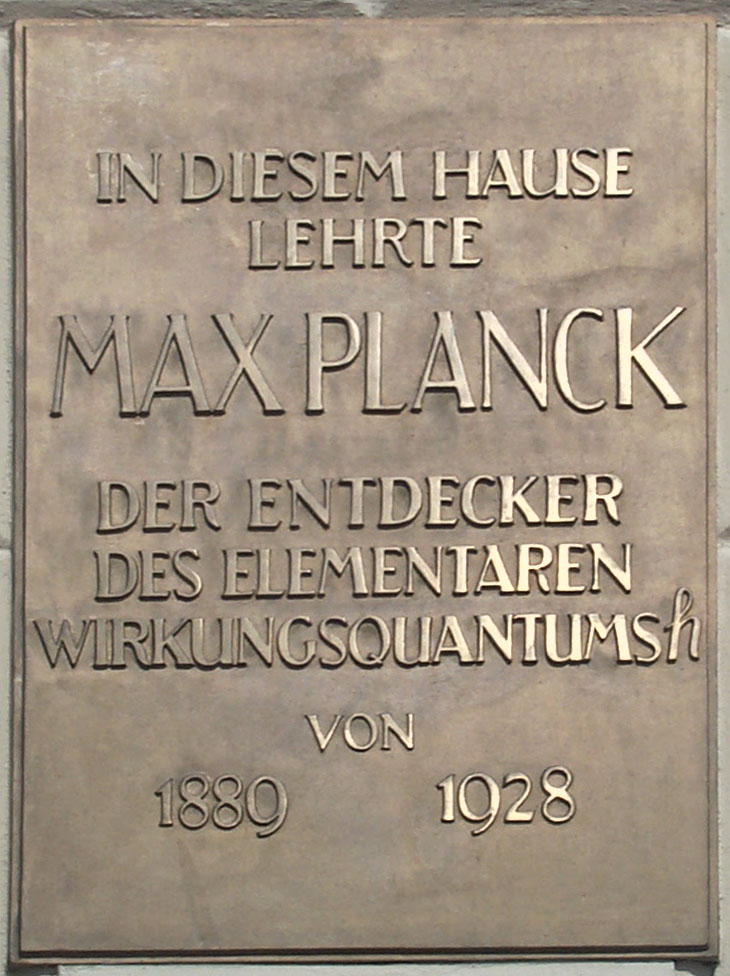
La plaque d'honneur pour la découverte de la constante de Planck.

Depuis 1894, Max Planck est membre de l'Académie royale des sciences et des lettres de Berlin, dont il est nommé secrétaire perpétuel du comité de physique en 1912, impulsant une certaine dynamique à cette institution. Il y a fait notamment admettre Albert Einstein.
Après avoir été proposé à deux reprises, en 1907 et en 1908, il reçoit enfin le prix Nobel de physique de 1918 : « En reconnaissance des services rendus à l'avancement de la physique par sa découverte des quanta d'énergie » (remis en 1919 pour cause de guerre).
En 1913, il est nommé recteur de l'université de Berlin.
Et 17 ans plus tard, en 1930, Max Planck est nommé président de la société KWG (Kaiser Wilhelm Gesellschaft, en l'honneur du kaiser Guillaume) qui devient après la Seconde Guerre mondiale la Société Max-Planck (Max-Planck-Gesellschaft), l'une des grandes institutions de la recherche allemande.
Dans le même temps, il rédige des traités de physique théorique et travaille sur des ouvrages de vulgarisation réputés pour leur accessibilité. Il s'intéresse beaucoup à la pédagogie. Il est le directeur de thèse de deux lauréats du prix Nobel, Max von Laue en 1903 et Walther Bothe en 1914, mais également du philosophe Moritz Schlick (1904).
Le 14 septembre 1945, il reçoit le prix Goethe,.
Max Planck meurt le 4 octobre 1947 à Göttingen. Ses obsèques sont célébrées en l'église St. Albani par Friedrich Gogarten. Max von Laue prononce son éloge funèbre. Il est inhumé au Stadtfriedhof.
Max Planck est reconnu par les plus grands scientifiques, même avant sa mort. Einstein dit de lui qu’il est « un homme à qui il a été donné de doter le monde d’une grande idée créatrice ». Louis de Broglie affirme : « L’œuvre qu’il a accomplie est de celles qui assurent à leur auteur une gloire immortelle et, si quelque cataclysme ne vient pas anéantir notre civilisation, les physiciens des siècles à venir parleront toujours de la constante de Planck et ne cesseront de répéter avec admiration le nom de celui qui a révélé aux hommes l’existence des quanta. »

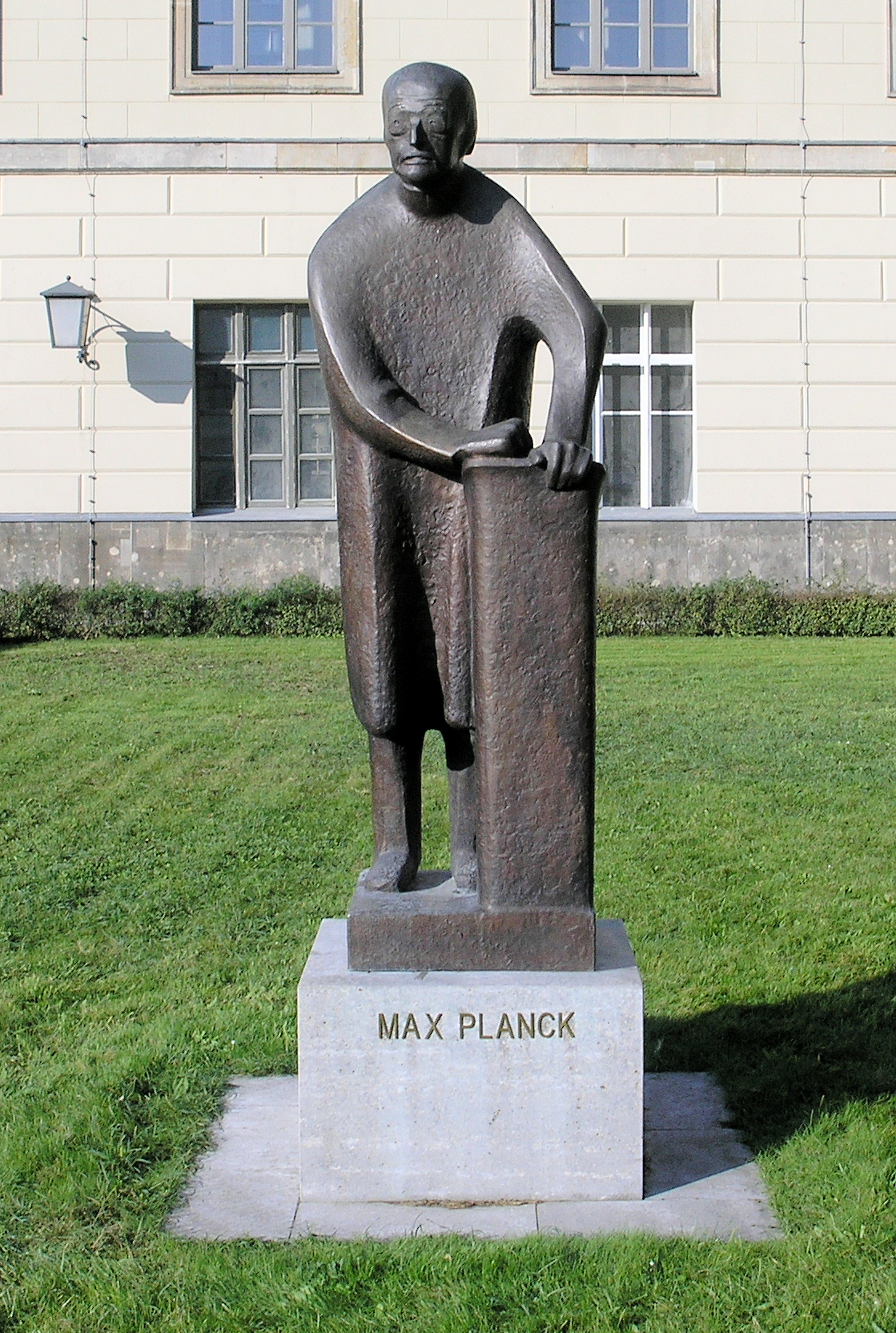
Statue du physicien à Berlin.

#### Décorations
En 1915, Max Planck est fait chevalier de l'Ordre « pour le Mérite » des sciences et des arts, dont il deviendra vice-chancelier en 1925 puis chancelier en 1930,. En 1925, il est fait chevalier de l'Ordre bavarois de Maximilien pour la science et l'art. Le 23 avril 1928, il reçoit l'Adlerschild du Reich allemand,.

#### Médailles
En 1915, Max Planck reçoit la médaille Helmholtz. En 1921, il est lauréat de la médaille Liebig,. En 1927, la première médaille Lorentz lui est décernée,. La même année, il est lauréat de la médaille Franklin « pour sa loi du rayonnement et l'idée de la quantité indivisible fondamentale d'énergie rayonnante appelée le quantum »,. En 1929, il reçoit la première médaille Max-Planck avec Albert Einstein. La même année, il est lauréat de la médaille Copley « pour ses contributions à la physique théorique et notamment en tant qu'initiateur de la théorie quantique »,. En 1933, il est lauréat de la médaille Harnack, avec Gustav Krupp von Bohlen und Halbach,. En 1934, il reçoit la médaille Carl-Lueg.

#### Doctoratshonoris causa
Max Planck s'est vu décerner le titre de docteur honoris causa par plusieurs universités :
- en 1918, par l'université technique de Munich, l'université Johann Wolfgang Goethe de Francfort-sur-le-Main et l'université de Rostock[26] ;
- en 1930, par l'université de Cambridge[27] ;
- en 1936, par l'université de Londres et celle de Graz[28] ;
- en 1937, par l'université de Glasgow et celle d'Athènes[29].

#### Citoyenneté d'honneur
Le 16 septembre 1947, Max Planck devient citoyen d'honneur de la ville de Kiel,.

#### Éponymies
Le 23 avril 1938, l'astéroïde (1069) Planckia est ainsi nommé en l'honneur de Planck,.

#### Divers
Le 16 octobre 2006, l'université Humboldt de Berlin dévoile le Max-Planck-Denkmal.
Le 23 avril 2014, Google célèbre le 156e anniversaire de la naissance de Planck par un doodle.

### Vie privée

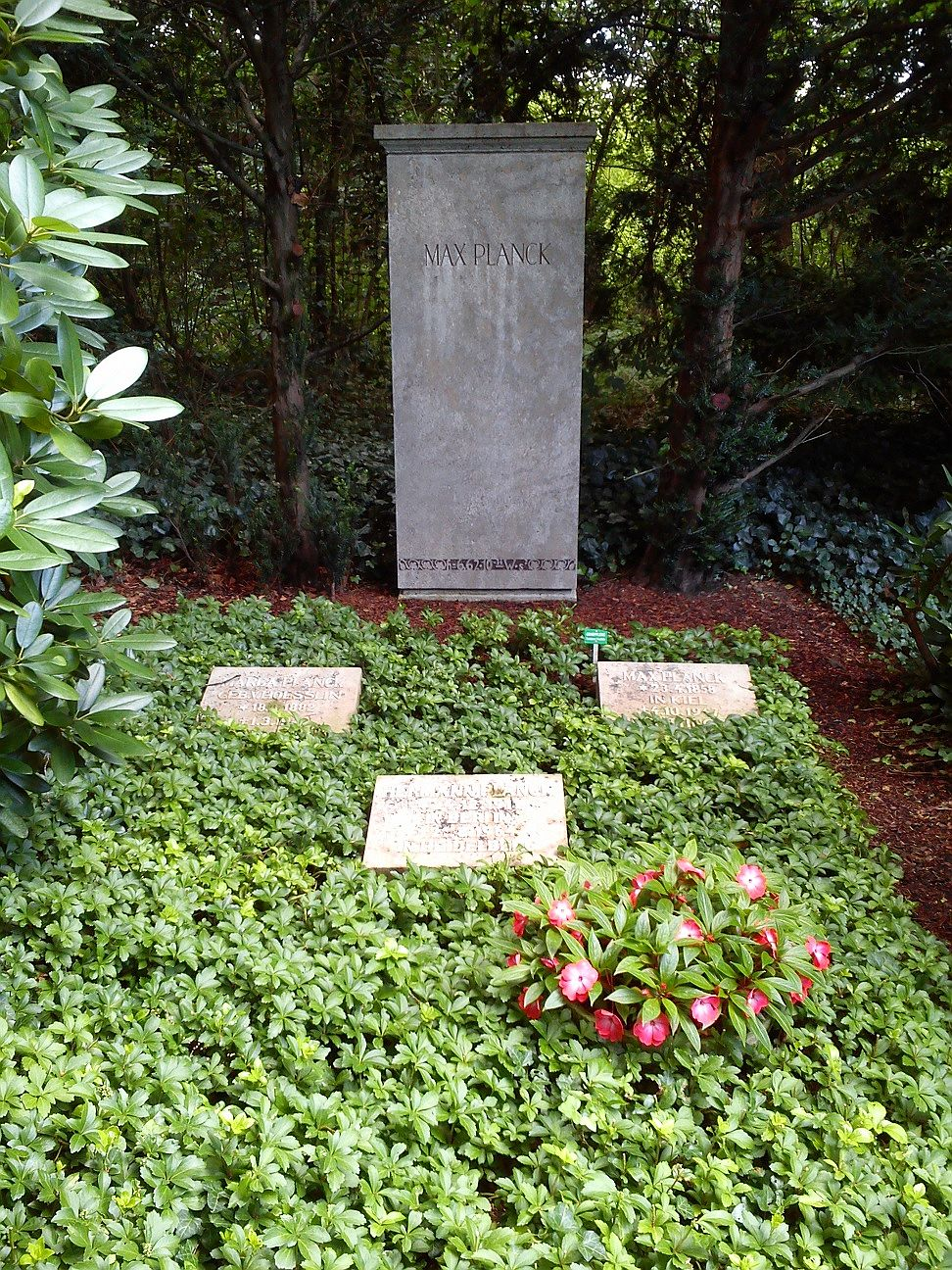
Tombeau de Max Planck à Göttingen.

Le 31 mars 1887, Max Planck se marie avec sa fiancée, Marie Merck (1861-1909), fille d'un banquier munichois et sœur d'un de ses camarades de classe. Ils s'installent alors à Grunewald, dans la banlieue de Berlin et ont quatre enfants.
Après la mort de Marie, survenue en 1909, il se remarie, le 14 mars 1911, avec une nièce de celle-ci, Marga von Hößlin (1882-1948) ; ils ont un enfant Hermann, né en décembre de la même année. 
Les quatre enfants de sa première union avec Marie Merck décèdent avant leur père. L'aîné, Karl, né en 1888, meurt le 26 mai 1916, lors de la bataille de Verdun,. Les jumelles, Grette et Emma, nées en 1889, meurent respectivement le 15 mai 1917 et le 21 novembre 1919,,. Le cadet, Erwin, né en 1893, est fait prisonnier en France durant la Première Guerre mondiale puis reste très proche de son père, occupant des fonctions administratives importantes dans la République de Weimar. Accusé de tentative d'assassinat sur Hitler dans le cadre du complot du 20 juillet 1944, il est exécuté le 23 janvier 1945.
Herman, fils du second mariage, participe  à la campagne contre la Russie, qu'il termine au grade d'Obergefreiter (« caporal-chef »), et meurt en 1954 de la poliomyélite.
Max Planck a toujours conservé de sa jeunesse un attrait marqué pour la musique : il a ainsi composé quelques pièces et maîtrise le piano dont il joue parfois avec le violoniste Joseph Joachim, ou plus tard avec Albert Einstein.

### Défenseur d'une certaine tradition ou progressiste?
Max Planck a toujours été respectueux de la hiérarchie mais n'hésite pas à défendre ses convictions contre les opinions du moment. Il a témoigné à plusieurs reprises de son patriotisme et de son soutien à la monarchie avant et pendant la Première Guerre mondiale.
Il défend en 1895 l'universitaire Leo Arons qui appartient à un parti d'opposition, et ce contre l'avis du ministre du Culte et de l'Éducation de l'époque. De même, il favorise l'accès à l'enseignement supérieur aux femmes, dont Lise Meitner.
En 1914, il signe le « Manifeste des 93 », proclamant sa solidarité avec l'armée allemande. Il tient à plusieurs reprises des discours patriotiques mais modère en 1915 son attitude en refusant le boycott des publications britanniques préconisé par Vienne. Il pense alors à l'après-guerre en évoquant la situation désastreuse de la science allemande en cas de défaite et lutte contre toutes les tentatives d'isolationnisme en faisant preuve de modération.
Dans l'entre-deux-guerres, il participe activement à la reconstruction de la vie intellectuelle allemande en réussissant à obtenir d'importantes subventions de l'État ou de fondations privées. Politiquement, il reste plutôt conservateur, défendant le pouvoir en place et étant défavorable au suffrage universel. Il refuse toutefois, à plusieurs reprises, de s'exprimer à propos de sujets en dehors de la sphère scientifique. Il plaide fortement en faveur de la recherche fondamentale, s'opposant en cela à Stark dont l'influence grandit avec celle des nazis.
La montée de l'antisémitisme commence à atteindre plusieurs grands savants dont le plus célèbre reste Einstein. En 1933, Hitler devient chancelier du Reich. Planck occupe alors des postes clés dans plusieurs institutions, dont l'institut Kaiser-Wilhelm, société savante possédant un certain pouvoir financier. Il pense alors pouvoir modérer la politique du Führer par un certain degré de pragmatisme. Il ne s'oppose donc pas directement au pouvoir en place et prône la discrétion, plusieurs de ses interventions publiques sont imprégnées de modération. En mars 1933, Einstein, en voyage aux États-Unis, annonce qu'il ne retournera pas en Allemagne pour des raisons politiques. Planck manifeste en privé son désaccord avec cette décision, estimant que ses effets risquaient d'être délétères pour les scientifiques juifs encore sur place. Il rencontre Adolf Hitler en mai 1933 pour essayer de défendre ses collègues juifs dans l'intérêt de l'Allemagne, sans succès. Ses discours ultérieurs restent dans la ligne choisie, mêlant une certaine ambiguïté dans l'opposition : il fait ainsi plusieurs éloges de la relativité sans en citer pourtant l'auteur. Les résultats sont néanmoins positifs dans les premières années : il fait échouer la nomination de Stark à la tête d'un institut important, parvient à obtenir des fonds pour la recherche et à conserver des membres juifs. Sous la pression, la société savante sous la direction de Planck doit cependant s'aligner progressivement sur le pouvoir, le savant étant obligé de discourir en l'honneur du Führer et de faire le salut nazi. Planck finit par abandonner toute fonction officielle en 1938. Il continue cependant de donner des conférences sur des thèmes sensibles comme Science et religion où il avoue croire en Dieu, mais pas en celui des chrétiens.
Sa maison, à Grunewald, est détruite par un bombardement aérien le 15 février 1944 alors qu'il résidait à Rogätz, près de Magdebourg. À plus de 80 ans, il est obligé de fuir les bombardements alliés. À la libération, il se réfugie à Göttingen avec sa femme et sa nièce. À la demande des survivants, il devient un temps le président de l'institut Kaiser-Wilhelm, transformé en Institut Max Planck le 11 novembre 1946.

## Découvertes
En 1900, Max Planck découvre la loi spectrale du rayonnement d'un corps noir (publiée en 1901) en essayant de réconcilier la loi de Rayleigh-Jeans qui fonctionne aux grandes longueurs d'onde (basses fréquences) et la loi de Wien qui fonctionne aux petites longueurs d'onde (hautes fréquences). Il estime que sa propre fonction correspondait remarquablement bien aux données pour toutes les longueurs d'onde.
La correction de la loi de Rayleigh-Jeans est particulièrement importante, car elle est construite sur une base théorique forte : la thermodynamique telle qu'elle était connue à l'époque ; mais souffre d'un défaut majeur aux longueurs d'onde courtes : la catastrophe ultraviolette. Ce point suggère que la thermodynamique est fausse. Planck essaye donc de produire une nouvelle théorie fondamentale destinée à remplacer la thermodynamique.
La loi de Rayleigh-Jeans et la loi de Planck utilisent le théorème d'équipartition et font correspondre un oscillateur à chaque fréquence. Rayleigh suppose que tous les oscillateurs sont également excités, sa loi prédit que les oscillateurs de très courtes longueurs d'onde sont fortement excités même à température ambiante.
Max Planck déduit sa loi de façon empirique. Il la justifie en postulant que l'énergie émise ou absorbée par les oscillateurs ne se fait que par petits paquets d'énergie E. Ces paquets seraient directement reliés à la fréquence des oscillations selon la formule qu'il expose le 14 décembre 1900 :
{\displaystyle E=h\nu ~}
où :
- ℎ est la constante de Planck ;
- ν est la fréquence du rayonnement électromagnétique.

Cette hypothèse permet de limiter l'excitation des oscillateurs aux courtes longueurs d'onde, puisqu'ils ne peuvent absorber qu'une énergie au moins égale à {\displaystyle h\nu }.

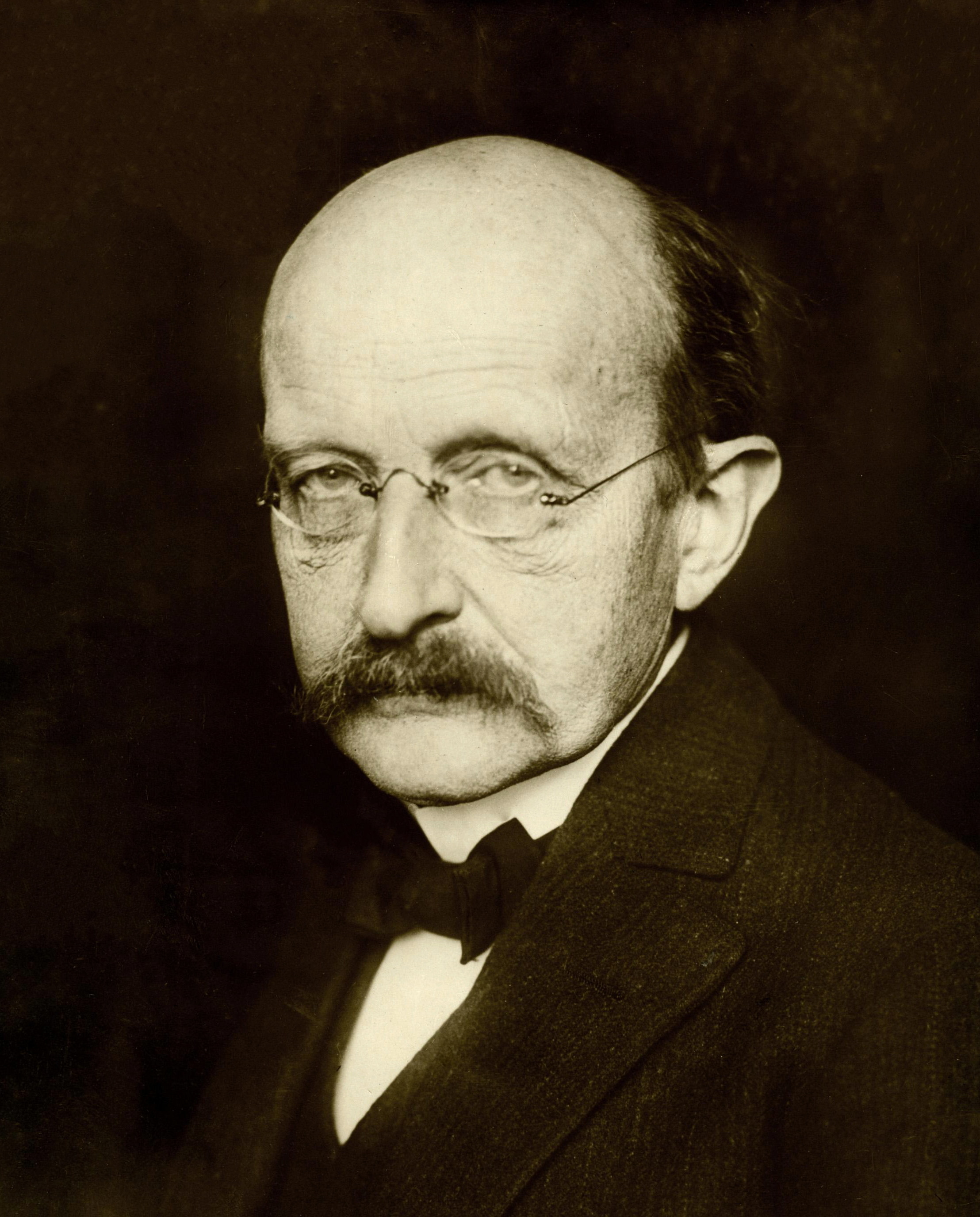
Max Planck en 1933.

Bien qu'il soit facile maintenant d'interpréter cela en termes de quantification de la lumière en photons, Planck ne propose pas cette quantification. Cela apparaît clairement dans son article de 1901, dans les références qu'il y donne sur le travail qu'il a effectué sur le sujet, ainsi que dans ses Vorlesungen über die Theorie der Wärmestrahlung (Cours sur la théorie du rayonnement thermique), éditées en 1906 à Leipzig, où il explique que sa constante concerne les oscillateurs.
À l'époque, cette relation n'est considérée que comme un artifice de calcul mathématique. L'idée de quantification est développée par d'autres, notamment Einstein qui, en étudiant l'effet photoélectrique, propose un modèle et une équation dans lesquels la lumière est non seulement émise mais aussi absorbée par paquets ou photons. C'est l'introduction de la nature corpusculaire de la lumière.

## Œuvres écrites
Max Planck écrivit de nombreux articles scientifiques mais publia également plusieurs ouvrages et recueils de cours dont Le Principe de la conservation de l'énergie (1887), le Précis de thermochimie (1893), les Cours sur la théorie du rayonnement thermique (1906) et son Cours de thermodynamique (neuf éditions entre 1897 et 1930).
Il écrivit également des ouvrages de vulgarisation scientifique, comme L'image du monde dans la physique moderne (Éd. Gonthier, 1933) ou les Initiations à la physique (Flammarion, Bibliothèque de philosophie scientifique, 1941).
Vers la fin de sa vie, il fit de nombreuses conférences sur des thèmes plus philosophiques comme Le Concept de causalité en physique (1937), Science et religion (1937), Signification et limites de la science (1941) ou Les faux problèmes de la science (sa dernière conférence donnée en 1946). Il rédigea en 1945 une Autobiographie scientifique, court fascicule d'une trentaine de pages résumant son parcours.